# Google AdSense
Google AdSense（グーグルアドセンス）は、Googleの提供しているコンテンツ連動型広告配信サービス。
- コンテンツ向けAdSense (AFC)
- 検索向けAdSense (AFS)
- 動画向けAdSense (AFV)
- ゲーム向けAdSense (AFG)

といった4つの種類がある。

## 概要
日本では2003年12月一般向けに募集を開始。ブロガーなどに広まり急速にシェアを広げた。
広告の内容は、コンテンツに連動したものか、ユーザーのGoogle検索履歴をHTTP cookieに保存し、検索に関連した広告が自動的に配信される。
初期費用や月額料金などは一切かからず、サイトを所有していれば誰でも申込が可能であるが、サービスを開始する前にGoogleの審査を通過する必要がある。Adsenseポリシーまたはウェブマスターガイドラインに準拠していることが求められる。アダルト関連のサイトや、暴力的なサイト、極端にコンテンツの少ないサイトなどは審査の段階で却下される。

## 報酬
所有するコンテンツにコードを貼り付けると広告が表示され、それがクリックされると報酬が得られる仕組みとなっている。
報酬は一時期、小切手のみであったが、その後銀行振り込みによる受領が可能となった。
報酬はアメリカドルで計算され、その支払いを受ける頃の為替によって円に換算されて支払われる。2009年9月9日より、報酬は日本円で表示されるようになっている。
2004年から2007年頃までは、毎年一定以上の売り上げを上げたサイト運営者にGoogleからクリスマスプレゼントが届けられた。